# 쓰노다 케이스케
쓰노다 케이스케(角田啓輔, 1933년 1월 19일 ~ 2024년 9월 1일)는 일본의 국제 탁구 선수였다.

## 탁구 경력
쓰노다는 세계 탁구 선수권 대회에서 복식과 단체전에서 5개의 메달을 획득했다.
5개의 세계 선수권 메달에는 일본의 단체전 금메달 2개가 포함되어 있다.
나머지 3개의 메달은 모두 다나카 도시아키와 미야타 도시히코의 복식과 난바 타에코의 혼합복식에서 획득한 동메달로 구성됐다.
또한 잉글리시 오픈 타이틀도 획득했다.
쓰노다는 2024년 9월 1일 91세의 나이로 사망했다.